# Cyclura cychlura
Cyclura cychlura är en ödleart som beskrevs av Cuvier 1829. Cyclura cychlura ingår i släktet Cyclura och familjen leguaner. IUCN kategoriserar arten globalt som sårbar.
Arten förekommer på olika öar som tillhör Bahamas. Den lever i mera torra tropiska skogar, i mangrove och i annan växtlighet nära strandlinjen.

## Underarter
Arten delas in i följande underarter:
- C. c. figginsi
- C. c. cychlura
- C. c. inornata